# Бжозово-Панкі
Бжозово-Панкі (пол. Brzozowo-Panki) — село в Польщі, у гміні Посвентне Білостоцького повіту Підляського воєводства.
Населення — 120 осіб (2011).

## Демографія
Демографічна структура станом на 31 березня 2011 року:
|          | Загалом | Допрацездатний вік | Працездатний вік | Постпрацездатний вік |
| -------- | ------- | ------------------ | ---------------- | -------------------- |
| Чоловіки | 61      | 11                 | 36               | 14                   |
| Жінки    | 59      | 14                 | 30               | 15                   |
| Разом    | 120     | 25                 | 66               | 29                   |